# Susan Dey
Susan Hallock Dey, ursprungligen Smith, född 10 december 1952 i Pekin, Illinois, är en amerikansk skådespelare. Dey är känd för rollen som "Grace Van Owen" i TV-serien Lagens änglar. År 1987 erhöll hon en Golden Globe för sin rollgestaltning.

## Biografi
Susan Dey är dotter till tidningsreportern Robert Smith och sjuksköterskan Gail Dey. Innan hon inledde sin skådespelarkarriär, var hon fotomodell. Från 1970 till 1974 spelade Dey rollen som den skötsamma och präktiga "Laurie Partridge" i TV-serien The Partridge Family. Efter seriens slut valde Dey att distansera sig från sin roll i serien och åtog sig flera roller där hon kom att agera lättklädd, bland annat som "Cindy" i thrillern Looker 1981 och Echo Park 1986. Dessa roller förde inte hennes karriär framåt, och hon försvann ur rampljuset, tills hon dök upp i TV-serien Lagens änglar som handlar om livet på en advokatfirma i Los Angeles. Hon kom att bli hyllad för sin roll som åklagaren "Grace Van Owen".

## Filmografi i urval
- 1970 – The Partridge Family (TV-serie)
- 1972 – Flygplan kapat
- 1975 – Hawaii Five-O (TV-serie; Susan Bradshaw avsnittet "Target? The Lady")
- 1976 – San Francisco (TV-serie; Barbara Ross i avsnitten "The Thrill Killers: Part 1" och "The Thrill Killers: Part 2")
- 1981 – Looker
- 1983 – Emerald Point N.A.S. (TV-serie)
- 1984 – Kärleken leder vägen (TV-film)
- 1986 – Echo Park
- 1986–1992 – Lagens änglar (TV-serie)
- 1989 – I Love You Perfect (TV-film)
- 1992 – Bed of Lies (TV-film)
- 1992–1993 – Omaka par (TV-serie)
- 1994 – Beyond Betrayal (TV-film)
- 1995 – Dödlig kärlek (TV-film)
- 2002 – Lagens änglar – The Movie
- 2004 – Tredje skiftet (TV-serie; Dr. Breene i avsnitten "Family Ties: Part 1" och "Family Ties: Part 2")